# رايموندو يانت
رايموندو يانت (بالإسبانية: Raimundo Yant) (مواليد 2 أكتوبر 1964) هو ملاكم فنزويلي، مثّل بلاده في الألعاب الأولمبية الصيفية 1992.

## روابط خارجية
رايموندو يانت على موقع أوليمبيديا (الإنجليزية)